# メトン周期
メトン周期（メトンしゅうき 英: Metonic cycle, 古希: Μετωνικός κύκλος）とは、ある日付での月相が一致する周期の1つであり、19太陽年は235朔望月にほぼ等しいという周期のことである。メトン周期は、太陰太陽暦において閏月を入れる回数（19年に7回の閏月を入れる）を求めるのに用いられた。
紀元前433年にアテナイの数学者のメトンが当時行われていた太陰太陽暦の誤りを正すために提案したのでこの名がある。中国では、19年を1章と呼ぶことから章法（しょうほう）と呼ばれた（独自に発見したとも、東漸したとも言われる）。

## 周期の根拠
19太陽年は、約365.242192640 日×19 = 約6939.60166016 日である。一方、235朔望月は、約29.530588853 日×235 = 約6939.688380455 日であり、ほぼ等しくなっている（誤差は 約 1.25 × 10−5）。12か月 × 19年 + 7か月 = 235か月であるので、メトン周期に従うと太陰太陽暦では19年間に7回の閏月を入れれば、太陽年とのずれがほぼ解消されることになる。朔望月と太陽年との比は、235/19 = 12.36842105263...となる。
ただし19太陽年と235朔望月とは完全には一致しておらず、19太陽年につき、6939.688380455 − 6939.60166016 = 約 0.086720295 日（約2.081時間）ずれている。この差は219太陽年が経過すると、ほぼ1日ずれることになる（（1日 / 0.086 720 295日）× 19年 = 219.095 年）。このため時々改暦を行い、ずれを修正する必要があった。

## メトン周期の修正
メトン自身は、19太陽年 = 235朔望月 = 6940 日ちょうど、として計算していた。これは1太陽年を約365.263日、1朔望月を約29.5319 日としていたことになる。メトン周期は、後にカリポスやヒッパルコスによって修正された。

### カリポス周期
カリポス周期は、76太陽年を940朔望月に等しいとした周期である。
キュジコスの天文学者・カリポスはメトン周期を修正して、1太陽年を365.25日ちょうどとして計算した。したがって19年間では6939.75 日となる。これを4倍した76年間では27759 日となり、メトン周期の4倍（6940 日 × 4 = 27760 日）より1日少ない。
月数は235朔望月を4倍した940朔望月とし、日数を27759 日とした。したがって1朔望月は、27759/940 = 約29.530851 日となる。76年間に、28回（= 940 − 76 × 12）の閏月を入れることになる。
この76太陽年 = 940朔望月 = 27759 日のカリポス周期は紀元前330年に採用された。中国では四分暦に採用され、76年を1蔀と呼んでいる。

### ヒッパルコス周期
ヒッパルコス周期は、304太陽年を3760 朔望月とする周期である。ニカイアのヒッパルコスはカリポス周期をさらに4倍して1日を差し引いて、304年 = 3760 月 = 111035 日とした。これにより1太陽年は、約365.24671 日、1朔望月は約29.530585 日とされた。304年間に112回（= 3760 − 304 × 12）の閏月を入れることになる。

## 一般化
1太陽年は約365.24219 日、1朔望月は約29.530589 日である（西暦2000年時点）。1太陽年を1朔望月で割ると365.24219/29.530589 = 12.368266342...となる。この値に近い分数を正則連分数展開によるディオファントス近似から求めると、連分数表示で[12; 2, 1, 2, 1, 1, 17, 3, 14, 1, 7, 3, 3, 1, 2, 6]となり、これの近似分数列（コンバージェント）は、12/1、25/2、37/3、99/8、136/11、235/19、4131/334、12628/1021、180923/14628、…となる。この中の235/19（= 12.368421052...）がメトン周期に相当する。

## 破章法
中国では章法と呼ばれていたメトン周期に従って太陽太陰暦が編纂された。19年7閏によって構成される周期を章と呼び、その切替の年を章首と呼んだ。そして章を開始する基準日として章首の年における冬至を11月1日と定めて、19年7閏を経て再び同じ日が巡ってくるように暦が編纂されていた。この冬至は特に朔旦冬至と呼ばれ定期的な朔旦冬至の到来は暦の安定、ひいてはその暦を作成・頒布する王朝の安定の象徴として宮廷においては盛大な祝賀行事が行われた。
ところが五胡十六国時代、北涼の玄始暦（412年施行）からメトン周期によらない暦法（これを「破章法」という）が行われた。例えば、玄始暦では600太陽年 = 7421朔望月（7421/600 = 12.368333333...）とし、南朝の大明暦（510年施行）では391太陽年 = 4836朔望月（4836/391 = 12.368286445...）としている。
高度な計算に基づく破章法によって暦の精度が良くなったのであるが、その代償として章首の冬至が必ず朔旦冬至になるとは限らなくなり、冬至の日がずれたり逆に章首以外の年に朔旦冬至が発生する事態も起こった。中国の朔旦冬至の儀式と破章法暦法の両方を継承した日本ではこうした事態を不吉として捉えて、月の大小や閏月の順序を入れ替えることで強引に章首の朔旦冬至を実現させていた（改暦）。

## 太陽周期
太陽周期とは、ある日付での七曜が一致する周期の1つで、ユリウス暦では28年周期となる。メトン周期（章法）の考え方を、月相ではなく七曜に当てはめたものである。太陽章ともいう。